# USS Needlefish (SS-493)
USS Needlefish (SS-493), okręt podwodny typu Tench był drugim okrętem US Navy noszącym nazwę pochodzącą od ryby z rodziny belonowatych. Jego konstrukcja została zatwierdzona 26 stycznia 1945 i budowę rozpoczęto, ale kontrakt anulowano 12 sierpnia 1945 zanim położono stępkę.